# Kontraindikation
 Denne artikel bør gennemlæses af en person med fagkendskab for at sikre den faglige korrekthed.

Kontraindiceret er inden for medicin en tilstand eller faktor, som øger risikoen ved at anvende et bestemt lægemiddel, udføre en medicinsk behandling eller deltage i en bestemt aktivitet.
- En absolut kontraindikation er en tilstand, som forbyder anvendelsen af behandlingen i det hele taget. F.eks. er ubehandlet Pneumothorax (punkteret lunge) en absolut kontraindikation for HyperBar Oxygen behandling i trykkammer (HBO-behandling).
- En relativ kontraindikation afvejer den gavnlige effekt af behandlingen i forhold til risikoen forbundet herved. F.eks. er tidligere forekomst af mavesår en kontraindikation for at administrere Acetylsalicylsyre. Men hvis den gavnlige effekt ved at administrere Acetylsalicylsyre vurderes at være større end risikoen/genen ved igen at få mavesår og der ingen rimelige alternativer findes, er behandlingen fortsat berettiget.